# Karl Leifermann

Karl Leifermann 1985

Ernst Friedrich Karl Leifermann (* 28. Februar 1926 in Schiffdorf; † 27. September 1995 in Bremerhaven) war ein Lehrer und plattdeutscher Musiker.
Leifermann wurde 1926 in Schiffdorf als Sohn des Kaufmannes Georg Wilhelm Leifermann und der Elisabeth Elsa Neumann geboren. 1976 gehörte er zu den Mitbegründern des Blancke-Trios und war aktiv im „Plattdüütschen Schrieverkring twüschen Elv un Weser“. Er verfasste Lieder, die bis heute immer wieder aufgeführt wurden, und veröffentlichte vier Sammlungen mit plattdeutschen Liedern und Geschichten.

## Werke
- (Hrsg.): Sing mal plattdüütsche Leeder. Een Book vull Leeder, Riemels, Vertellens, Billers. Selbstverlag, Bremerhaven 1984 (2. Auflage, Lienau, Berlin 1989, weitere Auflage Musikverlag Zimmermann 2017).
- Wo de Wind weiht. Een Book vull Leeder, Riemels, Vertellens, Billers. Selbstverlag, Bremerhaven [ca. 1990].
- Kikeriki. Vun Deerten, Lüüd un Minschen; een Book vull Biller, Vertellens, Leeder, Riemel. Selbstverlag, Bremerhaven 1993.
- Küselbläder. Een Book vull Geschichten, Riemels, Leeder, Biller. Nordwestdeutsche Verlagsgesellschaft, Bremerhaven 1997, ISBN 3-927857-90-4.